# Fényes utakon
A Fényes utakon a Republic stúdióalbuma 2007-ből. Bizonyos sorszámozott példányaihoz exkluzív DVD-melléklet is járt.
Legnagyobb slágere a Gyere közelebb, menekülj el, amely egy korábbi dal újra felvett változata: az eredeti A Cipő és a Lány – Amsterdam albumon hallható, Rajcs Renáta énekével.
Érdekes módon a címadó dal nincs rajta az albumon, az 1993-as Hahó öcsi!!!-ről való.

## Dalok
Amely daloknál a szerzőséget nem jelöltük, Cipő szerzeményei.
1. Volt néhány napom és volt néhány nevem
2. Hogy volt az Kubában?
3. Gyere közelebb, menekülj el
4. Tündérkert (Patai Tamás–Bódi László)
5. Veled bármit (Boros Csaba–Bódi László)
6. Aki az én barátom (Tóth Zoltán)
7. Szexbomba (Boros Csaba)
8. A szív a kőre
9. Jó reggelt jó reggel! (Tóth Zoltán)
10. Ima a gyermekekért (Bódi László–Szabó Lőrinc verse)
11. Csak én, süllyed el…

## Közreműködtek
- Tóth Zoltán - Fender Telecaster gitár, A90 Roland Master keyboard, zongora, ének, vokál, egyebek
- Patai Tamás - Fender Stratocaster, Fender Telecaster gitárok, vokál
- Nagy László Attila - Gretch dobok, Roland TD20, ütőhangszerek
- Boros Csaba - Fender Jazz, Rickenbacker 4001 basszusgitárok,
- Aria Sandpiper - akusztikus gitár, ének, vokál
- „Cipő” - ének, zongora
- Szabó András – hegedű
- Halász Gábor – Aria Sandpiper akusztikus gitár
- „Brúnó” Mátthé László – csörgő
- Habarits „Éljen” Béla
- Ignáczi Adrienn „Adriana” – vokál
- dr. Banos György „Süsü”
- Tóth Evelin – spanyol szövegmondás

## Videóklip
- Gyere közelebb, menekülj el

## Toplistás szereplése
Az album a Mahasz Top 40-es eladási listáján 22 héten át szerepelt, legjobb helyezése 8. volt. A 2007-es éves összesített listán az eladott példányszámok alapján 25. helyen végzett.
A Gyere közelebb, menekülj el a rádiós Top 40-es játszási listán két hétig szerepelt, legjobb helyezése 36. volt; a single Top 10-es listán egy alkalommal szerepelt 9. helyen.
Az ajándék-DVD két hétig szerepelt a DVD Top 20-as listán, legjobb helyezése 13. volt.

## Díjak és jelölések
- Fonogram Díj 2008 – Az év hazai rock albuma – jelölés
- Fonogram Díj 2009 – Az év hazai dala közönségszavazás győztese